# Перехрестівка (Сумський район)
Перехре́стівка — село в Україні, у Миколаївській сільській громаді Сумського району Сумської області. Населення становить 32 осіб. Фактично проживаюче - 21. До 2016 орган місцевого самоврядування — Миколаївська сільська рада (Сумський район).

## Географія
Село Перехрестівка примикає до села Гриценкове, на відстані до 1 км знаходяться села Загірське (Сумська міська громада) і Трохименкове (Сумська міська громада). Поруч проходять автомобільні дороги Н07 і Р44.

## Історія
12 червня 2020 року, відповідно до розпорядження Кабінету Міністрів України № 723-р «Про визначення адміністративних центрів та затвердження територій територіальних громад Сумської області», село увійшло до складу Миколаївської сільської громади.
19 липня 2020 року, в результаті адміністративно-територіальної реформи та ліквідації Сумського району(1923—2020), увійшло до складу новоутвореного Сумського району.